# Edmeston (Nueva York)
Edmeston es un pueblo ubicado en el condado de Otsego en el estado estadounidense de Nueva York. En el año 2000 tenía una población de 1,824 habitantes y una densidad poblacional de 16 personas por km².

## Geografía
Edmeston se encuentra ubicado en las coordenadas 42°42′44″N 75°14′48″O / 42.71222, -75.24667.

## Demografía
Según la Oficina del Censo en 2000 los ingresos medios por hogar en la localidad eran de $36,800 y los ingresos medios por familia eran $41,510. Los hombres tenían unos ingresos medios de $27,546 frente a los $21,089 para las mujeres. La renta per cápita para la localidad era de $17,507. Alrededor del 8.3% de la población estaban por debajo del umbral de pobreza.